# Richard König (Filmproduzent)
Richard Heinrich Alfred König (* 11. August 1900 in Berlin; † September 1961) war ein deutscher Filmproduzent.

## Leben
Richard König kam als Sohn des Kaufmannes Rudolf König in Berlin zur Welt. Bis 1930 war er Buchhaltungschef der UFA und anschließend (bis 1944) Geschäftsführer und Produktionsleiter des Filmkonzerns. Nach dem Ende des Zweiten Weltkrieges gründete er zusammen mit dem Regisseur Josef von Báky die Objektiv Film GmbH. Für Bákys … und über uns der Himmel (1947), dem ersten nach dem Krieg in der amerikanischen Besatzungszone gedrehten Spielfilm, fungierte er als Produktionsleiter. Bei der Komödie Die drei Dorfheiligen (1949) trat Richard König dann erstmals als selbstständiger Produzent in Erscheinung. Er hatte zuvor die in München-Geiselgasteig ansässige Produktionsgesellschaft König-Film GmbH ins Leben gerufen. In der Folgezeit produzierte er vor allem die Spielfilme seines zunächst als Drehbuchautor tätigen, dann aber vornehmlich hinter der Kamera agierenden Bruders Hans, dem er den Weg ins Filmgeschäft geebnet hatte.
Richard König war ab 1953 mit der aus Wien stammenden Burgschauspielerin Edith Mill verheiratet, die mehrfach in den Filmen seines Bruders die weibliche Hauptrolle übernahm. Aus der Ehe ging der Sohn Richard hervor. Zu den interessantesten Filmen, die König produzierte, gehören der ungewöhnlich düstere Heimatfilm Rosen blühen auf dem Heidegrab (1952) und das in der Nähe des Bodensees spielende Leidenschaftsdrama Heiße Ernte (1956), das sich an neorealistische Werke wie „Bitterer Reis“ anlehnte.
Richard König wurde auf dem Waldfriedhof Grünwald beigesetzt.

## Filmografie
- 1947: … und über uns der Himmel
- 1949: Der Ruf
- 1949: Die drei Dorfheiligen
- 1950: Alles für die Firma
- 1950: Die fidele Tankstelle
- 1951: Heimat, Deine Sterne
- 1951: Drei Kavaliere (alternativ: Die drei Dorfkavaliere)
- 1952: Der eingebildete Kranke – Regie: Hans Heinz König
- 1952: Rosen blühen auf dem Heidegrab (In Österreich: Dorothee, In den USA: Rape on the Moor) – Regie: Hans Heinz König
- 1952: Heimatglocken – Regie: Hermann Kugelstadt
- 1953: Die Mühle im Schwarzwäldertal
- 1954: Die kleine Stadt will schlafen gehn (In Österreich: Die Sieben Sünder) – Regie: Hans Heinz König
- 1954: Das Kreuz am Jägersteig
- 1954: Geliebtes Fräulein Doktor (In Deutschland: Liebesbriefe aus Mittenwald) – Regie: Hans Heinz König
- 1955: Der Fischer vom Heiligensee – Regie: Hans Heinz König
- 1955: Das Forsthaus in Tirol
- 1956: Heiße Ernte (Späterer Verleihtitel: Der Gutsherr und das Mädchen) – Regie: Hans Heinz König
- 1956: Zwei Bayern in St. Pauli
- 1957: Schütze Lieschen Müller – Regie: Hans Heinz König
- 1957: Die fidelen Detektive (alternativ: Zwischen München und St. Pauli)
- 1957: Jägerblut – Regie: Hans Heinz König
- 1959: Heiße Ware